# Casimir Oyé-Mba
Casimir Oyé-Mba (ur. 20 kwietnia 1942 w Nzamaligué, zm. 16 września 2021 w Paryżu) – gaboński polityk, dyrektor Banku Państw Afryki Środkowej (BEAC) w latach 1978–1990, premier Gabonu w latach 1990–1994, minister spraw zagranicznych od 1994 do 1999, minister planowania w latach 1999–2007, minister kopalnictwa i ropy od 2007 do 2009.

## Życiorys

### Edukacja i kariera zawodowa
Urodził się w Nzamaligué w departamencie Komo-Mondah w prowincji Estuaire. W latach 1948–1954 uczęszczał do szkoły podstawowej Montfort w Libreville. Od 1954 do 1961 kształcił się w szkole średniej Bessieux w Libreville. W 1965 ukończył prawo na Uniwersytecie w Rennes we Francji. Rok później został absolwentem prawa publicznego na Uniwersytecie Paryskim. W 1969 zdobył na tej uczelni tytuł doktora prawa.
W 1968 wrócił do Gabonu, gdzie rozpoczął pracę w Banku Centralnym Państw Afryki Równikowej i Kamerunu (BCEAEC). W styczniu 1970 został wicedyrektorem jego agencji w Libreville, a w kwietniu tego samego roku dyrektorem. W 1973, kiedy BCEAEC przekształcił się w Bank Państw Afryki Środkowej (BEAC), Oyé-Mba został jego Dyrektorem Narodowym ds. Gabonu. W styczniu 1977 objął funkcję zastępcy dyrektora generalnego BEAC w Jaunde w Kamerunie. W kwietniu 1978 objął stanowisko dyrektora Banku Państw Afryki Środkowej, na którym pozostał do 1990.

### Kariera polityczna
W 1973 został członkiem Komitetu Centralnego Gabońskiej Partii Demokratycznej (PDG). W wyniku ustaleń konferencji narodowej w Gabonie, 3 maja 1990 objął stanowisko szefa rządu. W wyborach parlamentarnych w październiku 1990 dostał się do Zgromadzenia Narodowego z ramienia PDG. Przed wyborami prezydenckimi w grudniu 1993 był szefem kampanii prezydenckiej Omara Bongo. Po wyborach, w marcu 1994 podał się dymisji, lecz prezydent Bongo zachował go na stanowisku szefa rządu. Po podpisaniu nowego porozumienia z opozycją w październiku 1994, premier Oyé-Mba podał swój gabinet do dymisji. 2 listopada 1994 nowym szefem rządu został Paulin Obame-Nguema.
W gabinecie premiera Obame-Nguemy, objął stanowisko ministra spraw zewnętrznych i współpracy, które zajmował do stycznia 1999. 25 stycznia 1999 został mianowany ministrem planowania w rządzie Ntoutoume Emane. 28 grudnia 2007 objął stanowisko ministra kopalnictwa, ropy naftowej, energii, zasobów wodnych i promocji nowej energii w gabinecie Jeana-Eyeghe Ndonga.
W wyborach parlamentarnych w grudniu 1996 oraz w grudniu 2001 uzyskał reelekcję w Zgromadzeniu Narodowym. W wyborach lokalnych w grudniu 2002 został wybrany członkiem rady miejskiej Ntoum. W wyborach parlamentarnych w grudniu 2006 uzyskał mandat deputowanego do Zgromadzenia narodowego z okręgu Ntoum.
Po śmierci prezydenta Omara Bongo 8 czerwca 2009, Oyé-Mba, członek Biura Politycznego PDG, był jedną z osób, które starały się o nominację partii w wyborach prezydenckich zaplanowanych na 30 sierpnia 2009. Pomimo iż był jednym z głównych kandydatów, oficjalnym kandydatem PDG został ogłoszony Ali Bongo, syn zmarłego prezydenta. W takiej sytuacji, 21 lipca 2009 Oyé-Mba ogłosił udział w wyborach prezydenckich jako kandydat niezależny. Casimir Oyé-Mba nie znalazł się w nowym rządzie Paula Biyoghé Mby, mianowanym po rezygnacji ze stanowiska premiera Ndonga. W jednym ze swoich przemówień przedwyborczych w sierpniu 2009, zadeklarował walkę z bezrobociem wśród młodych, jako jednym z głównych problemów kraju. W dniu głosowania, 30 sierpnia 2009, Oyé-Mba wycofał się jednak z udziału w wyborach. Nie przekazał poparcia żadnemu z pozostałych kandydatów. Stwierdził, że nie chce uwiarygadniać "katastrofalnego procesu wyborczego, który nie wygląda na przejrzysty i wiarygodny".